# Timoschenko-Balken

Verformung eines Timoschenko-Balkens (blau) gegenüber derjenigen eines Euler-Bernoulli-Balkens (rot)

Die Timoschenko-Balken-Theorie erklärt als Teil der Balkentheorie das Schwingungsverhalten sowie die Durchbiegung eingespannter Balken. Die Theorie des Timoschenko-Balkens wurde von dem ukrainischen Wissenschaftler und Mechaniker Stepan Tymoschenko zu Beginn des 20. Jahrhunderts entwickelt. Sie ist in weiten Teilen der klassischen Mechanik wichtig, insbesondere bei Gebäuden, Brücken o. Ä., da hier ein Balken auch unter auftretenden Kräften seine Funktion weiterhin erfüllen soll; sein Verhalten muss also so genau wie möglich vorhergesagt werden.
Die Timoschenko-Balken-Theorie erweitert die klassische Euler-Bernoulli-Balkentheorie um eine zusätzliche räumliche Ableitung 2. Grades: in der Bewegungsgleichung wird neben der veränderten Trägheit eines verformten Balkens zusätzlich auch Schubverformung berücksichtigt.
Damit ist die Bernoullische Annahme, dass der Querschnitt eines Balkens auch nach der Verformung senkrecht zur Balkenachse bleibt, nicht mehr erfüllt. Durch das Zulassen zusätzlicher (Schub)-Deformation verringert sich die Steifigkeit des Balkens. Dies hat höhere Deformationen und geringere Eigenfrequenzen zur Folge.

## Statischer Timoschenko-Balken

Deformation eines Timoschenko-Balkens. Die Normale rotiert um, welches sich von der Biegung der Balkenachse unterscheidet.

In der statischen Timoschenko-Balken-Theorie werden die Durchbiegungen des Balkens angenommen als
{\displaystyle u_{x}(x,y,z)=-z\cdot \varphi (x)}
{\displaystyle u_{y}(x,y,z)=0}
{\displaystyle u_{z}(x,y)=w(x)}
wobei
- {\displaystyle (x,y,z)} die Koordinaten eines Punktes auf dem Balken (x: Längsrichtung; y: vorne / hinten; z: vertikal)
- {\displaystyle u_{x},u_{y},u_{z}} die Komponenten des Verschiebungsvektors in den drei Koordinatenrichtungen
- {\displaystyle \varphi } der Rotationswinkel der Normalen zur Balkenachse
- {\displaystyle w} die Verschiebung der Balkenachse in der {\displaystyle z}-Richtung darstellt.

Das statische Gleichgewicht ergibt sich als folgendes System gekoppelter gewöhnlicher Differentialgleichungen:
{\displaystyle {\begin{aligned}&{\frac {\mathrm {d} ^{2}}{\mathrm {d} x^{2}}}\left(E\cdot I\cdot {\frac {\mathrm {d} \varphi }{\mathrm {d} x}}\right)=q(x,t)\\&{\frac {\mathrm {d} w}{\mathrm {d} x}}=\varphi -{\frac {1}{\kappa \cdot A\cdot G}}\cdot {\frac {\mathrm {d} }{\mathrm {d} x}}\left(E\cdot I\cdot {\frac {\mathrm {d} \varphi }{\mathrm {d} x}}\right)=\varphi -{\frac {Q}{\kappa \cdot A\cdot G}}\end{aligned}}}
Darin ist
- {\displaystyle E} der Elastizitätsmodul des Balkenmaterials
- {\displaystyle I} das Flächenträgheitsmoment des Balkens
- {\displaystyle q} die Streckenlast in z-Richtung
- {\displaystyle A} die Querschnittsfläche des Balkens
- {\displaystyle G} der Schubmodul des Balkenmaterials.
- {\displaystyle \kappa } der Timoshenko Schubkoeffizient der vom Querschnitt des Balkens abhängt. Normal gilt für einen rechteckigen Querschnitt {\displaystyle \kappa }=5/6.[2]

Die Kombination der beiden Gleichungen ergibt die Gleichung für einen homogenen Balken {\displaystyle \left({\frac {\mathrm {d} E}{\mathrm {d} x}}={\frac {\mathrm {d} G}{\mathrm {d} x}}=0\right)} mit konstantem Querschnitt {\displaystyle \left({\frac {\mathrm {d} A}{\mathrm {d} x}}={\frac {\mathrm {d} I}{\mathrm {d} x}}=0\right)}:
{\displaystyle E\cdot I\cdot {\cfrac {\mathrm {d} ^{4}w}{\mathrm {d} x^{4}}}=q(x)-{\cfrac {E\cdot I}{\kappa \cdot A\cdot G}}\cdot {\cfrac {\mathrm {d} ^{2}q}{\mathrm {d} x^{2}}}}

## Euler-Bernoulli-Balken als Spezialfall des Timoschenko-Balkens
Die Timoschenko-Balken-Theorie kann in die Euler-Bernoulli-Balkentheorie überführt werden, wenn der letzte Term vernachlässigt wird. Dies ist zulässig für
{\displaystyle {\frac {E\cdot I}{\kappa \cdot A\cdot G\cdot L^{2}}}\ll 1}
mit der Länge {\displaystyle L} des Balkens.
Die Euler-Bernoulli-Balkentheorie kann also als Spezialfall der Timoschenko-Balken-Theorie für hohe Schubsteifigkeit angesehen werden.